# 수치심

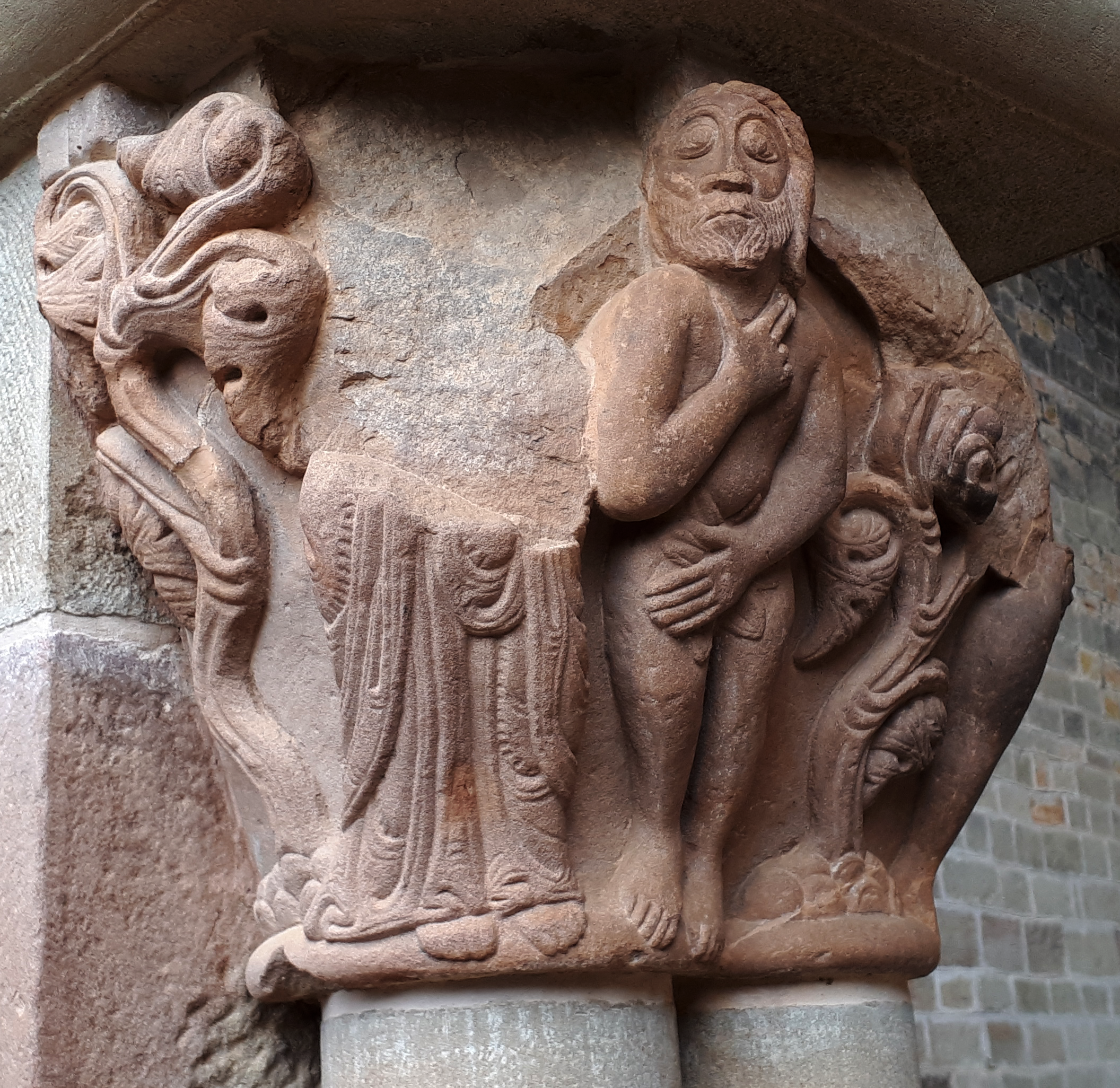

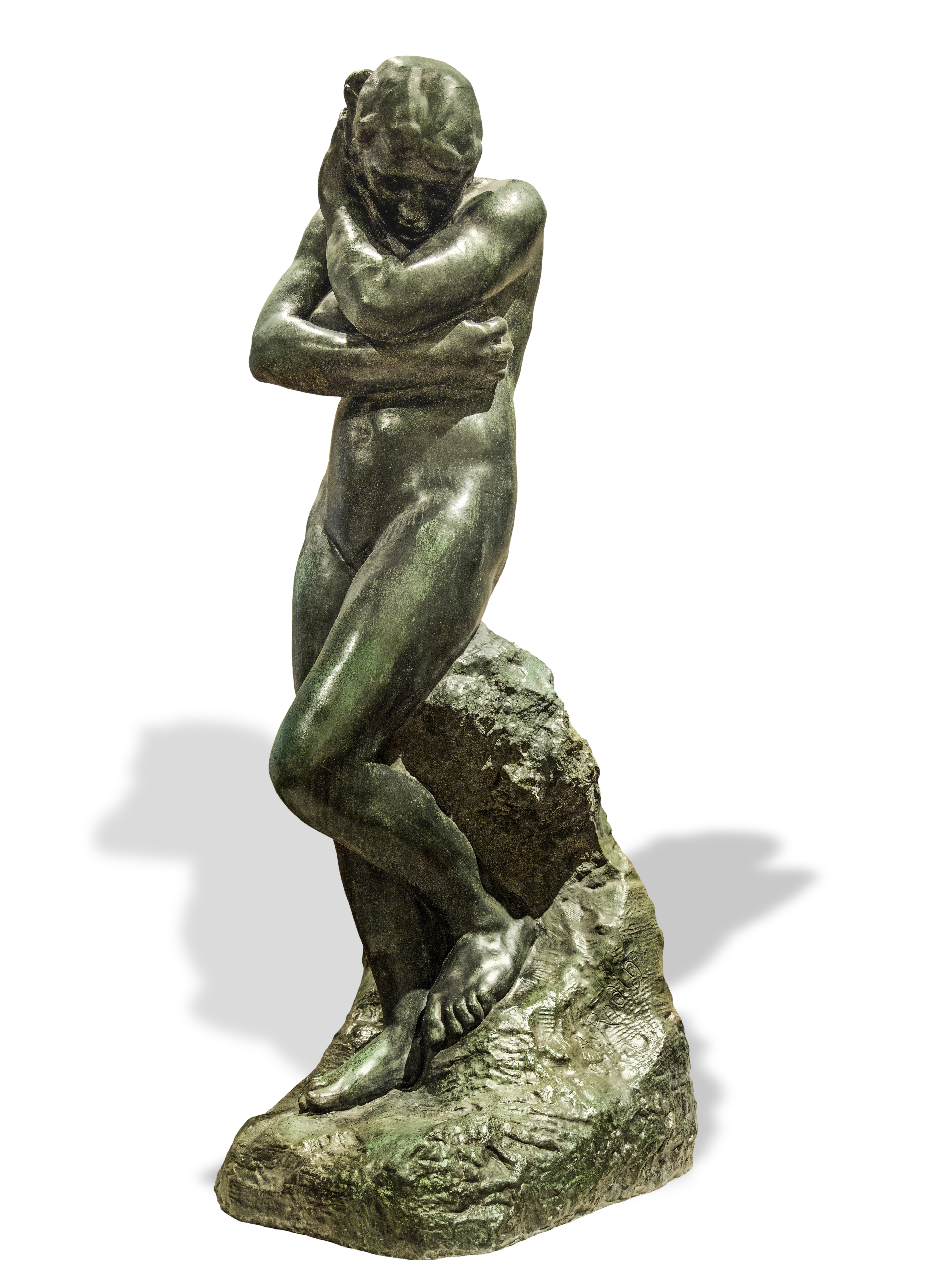
오귀스트 로댕(Auguste Rodin)의 '타락 후의 이브(Eve after the Fall)'에서 이브(Eve)가 자신을 숨기고 부끄러움에 머리를 숙이고 있다.

수치심(羞恥心, Shame)은 부정적인 자기평가(self-evaluation), 어떤 일을 중단하는 동기, 고통·노출·불신·무력·무가치의 느낌과 관련되기도 하는 불쾌한 자기의식적 정서(self-conscious emotion)를 말한다. 수치심은 자아와 자존심의 연장에 있는 개념으로, 수치가 되는 행동을 할 경우 느끼는 것이다. 이는 사회 규범에 적응 같은 행동을 촉구하지만, 반면에 지나치게 느낄 경우에는 행동의 위축 등 문제를 낳는다.

## 정의
수치심은 사람들이 자신의 잘못을 숨기거나 부인하도록 유도하는 도덕적 또는 사회적 감정으로 설명되는 별개의 기본적인 감정이다. 도덕적 감정은 개인의 의사 결정 능력에 영향을 미치고 다양한 사회적 행동을 감시하는 감정이다. 수치심의 초점은 자기(the self) 혹은 자신을 지켜보고 있다고 인식하는 관중이라는 인물에게 맞춰져 있다. 수치심은 결핍(deficiency), 패배(defeat), 열등감(inferiority), 무가치(unworthiness), 자기혐오(self-loathing)에 대한 심오한 감정을 불러일으킬 수 있다. 우리의 관심은 내면으로 향한다. 우리는 주변 환경으로부터 고립되어 폐쇄적인 자기 몰입(self-absorption)으로 철수한다. 우리는 다른 사람 뿐만 아니라 자신의 건강한 부분으로부터도 멀어졌다는 느낌을 받는다. 세상으로부터 멀어지는 것은 고통스러운 감정, 자기비하(self-deprecation)적 생각, 내면의 비통으로 이어진다. 실증 연구에 따르면 개인 및 집단 수준에서 수치심은 기능부전(dysfunction)의 성격이라는 것이 밝혀졌다. 또한 수치심은 자기에 대한 부정적인 평가를 포함하는 불쾌한 자의식 감정으로 설명될 수도 있다. 수치심은 "...자신의 행동과 자신의 기준을 비교하는 것..."으로 여겨지는 고통스러운 감정일 수 있지만, 동시에 자신의 존재 상태(state of being)와 이상적인 사회적 맥락의 기준을 비교하는 것에서 유래할 수도 있다. 네다 세디기모르나니(Neda Sedighimornani)에 따르면, 수치심은 우울증, 사회적 상호 작용에 대한 공포증(phobia of social interactions), 심지어 일부 섭식 장애(eating disorder)와 같은 일부 심리적 장애와 관련 있다.
일부 수치심 척도는 감정 상태를 평가하기 위해 수치심을 측정하는 반면, 다른 수치심 척도는 정서적 특성이나 수치 경향(shame proneness)과 같은 성향(disposition)을 평가하는 데 사용된다. "수치 혹은 망신 주는 것(to shame)"은 일반적으로 다른 사람에게 수치스러운 상태를 적극적으로 할당하거나 전달하는 것을 의미한다. 타인을 "들춰내(uncover)"거나 "노출(exposure)"하는 행동은 그 타인에게 수치심을 두기 위해 행해진다. 반면 수치심 혹은 염치가 있다(having shame)는 것은 타인을 불쾌하게 하는 것에 대한 자제력을 유지하는 것을 의미한다(겸손, 모욕, 존경심 등). 그 반대는 수치심 혹은 염치가 없다(having no shame)는 것이다. 이는 자만심(pride)이나 휴브리스(hubris) 같은 다른 감정과 유사하게, 자제 없이 행동하고 타인을 불쾌하게 한다.

## 다른 감정과의 비교
수치심, 죄책감(guilt), 당혹감(embarrassment) 간의 구분은 어려울 수 있다. 이런 감정은 모두 자의식(self-conscious)에서 나온다는 사실에 따라 유사한 반응이나 정서이며, "자기 반성과 자기 평가가 수반(implying self-reflection and self-evaluation)"된다.

### 죄책감과의 비교

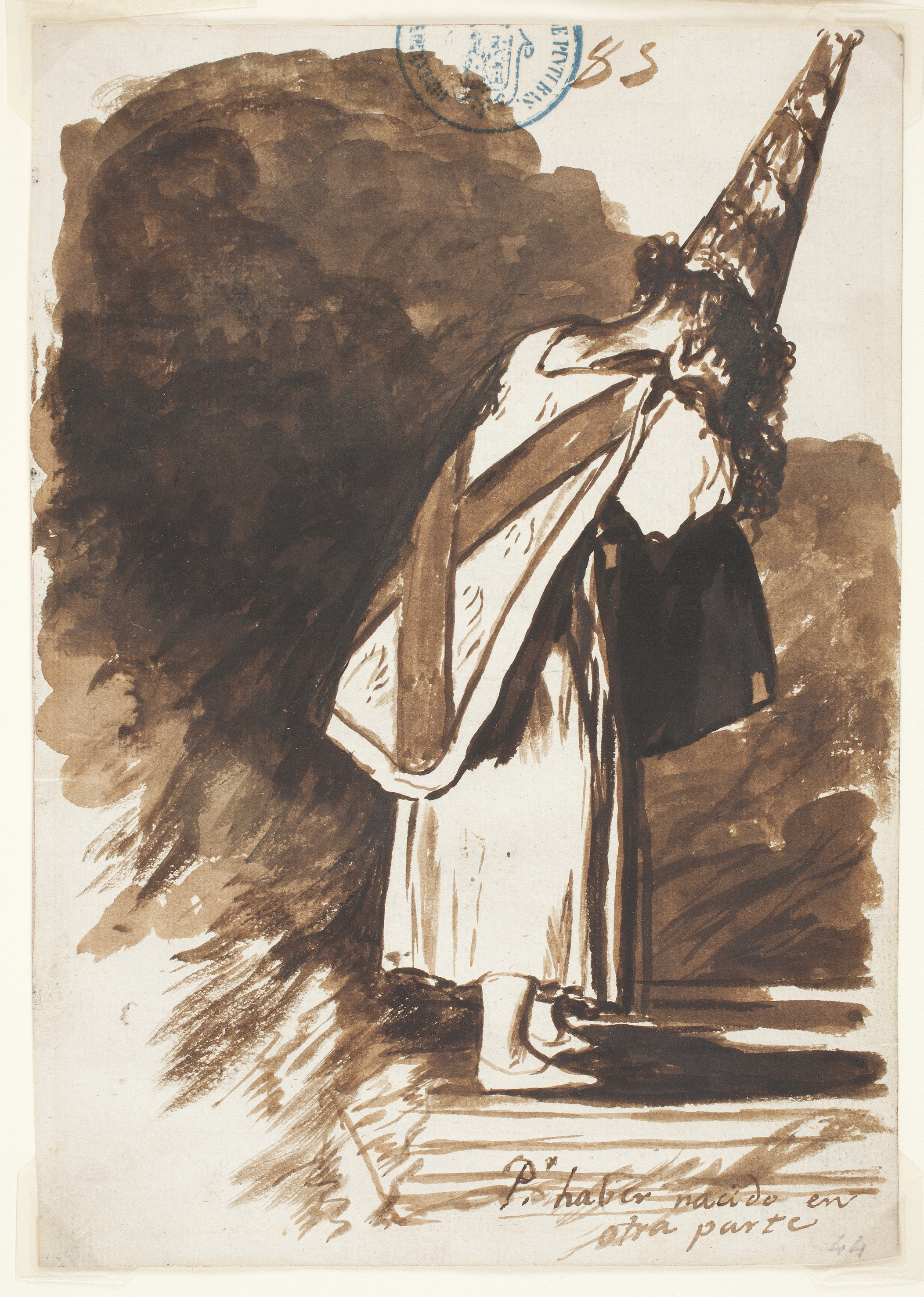
프란시스코 고야(Francisco Goya)의 스케치 "어딘가에서 태어난 것 때문에(For being born somewhere else)"에서 얼굴을 감추고 (산베니토와 코로사 모자를 쓴 채) 수치심의 자세를 취하는 사람. 이 사람은 스페인 이단심문소(Spanish Inquisition)에 의해 수치를 당하였다.

문화인류학자 루스 베네딕트(Ruth Benedict)에 의하면, 수치심은 문화적 가치(cultural value)나 사회적 가치(social value)의 위반에서 발생하지만, 죄책감은 개인의 내재적 가치(internal value)의 위반에서 발생한다. 따라서 한 사람의 '결함(defect)'이 타인에게 노출되었을 때 그리고 그 결함이 (실제이든 가상이든) 타인의 부정적인 평가로부터 발생하였을 때 수치심이 일어난다. 반면, 죄책감은 자신에게 내린 부정적 평가로부터 나온다. 예를 들어, 한 사람이 자신의 가치관이나 이상(idea of one's self)에 반대되는 행동을 하였을 때에 발생한다. 수치심은 내재적 성격에서 기인하는
것이 크지만 죄책감은 행동적 성격에서 기인하는 것이 크다. 따라서, (개인은 사람들이 알게 되는 것을 두려워하기 때문에) 현실에서 아무도 모르는 사고나 행동에 대하여 수치를 느낄 수도 있고, 역으로 타인으로부터의 인정을 받으려는 행동에 관하여 죄책감을 느끼기도 한다.
정신분석학자 헬렌 루이스(Helen B. Lewis)는 "수치의 경험은 직접적으로 자기와 관련 있는데, 그것은 평가에 중점이 있다. 죄책감에서, 자기는 부정적 평가의 중심 대상이 아니며, 오히려 자신이 한 일이 초점이다(The experience of shame is directly about the self, which is the focus of evaluation. In guilt, the self is not the central object of negative evaluation, but rather the thing done is the focus.)"라고 주장하였다. 이와 비슷하게 포섬(Merle A. Fossum)과 메이슨(Marilyn J. Mason)은 자신들의 저서 Facing Shame에서, "죄책감은 자신의 행동에 대한 후회와 책임감을 통감하는 것이지만, 수치는 한 개인으로서 자신에 관한 고통스러운 느낌인 것이다(While guilt is a painful feeling of regret and responsibility for one's actions, shame is a painful feeling about oneself as a person.)"라고 하였다.
이러한 일련의 논리 과정에 이어, 정신의학자 주디스 루이스 헤르만(Judith Lewis Herman)은 "수치심은 자기가 '분열된' 즉 자기를 타인의 눈으로 상상하는 강한 자의식적 상태인 반면, 죄책감에서 자기는 통합된 상태이다(Shame is an acutely self-conscious state in which the self is 'split,' imagining the self in the eyes of the other; by contrast, in guilt the self is unified.)"라고 결론 내렸다.
임상심리학자 게르셴 카우프만(Gershen Kaufman)의 수치에 대한 관점은 정동 이론(affect theory)의 관점에서 나왔다. 즉 수치심은 자극에 대한 본능적, 단기 지속적, 생리학적 반응들 가운데 하나라는 것이다. 이 관점에서, 죄책감은 주로 자기지시적(self-directed) 책망(blame)이나 경멸(contempt)로 구성된 학습된 행동으로 간주되며, 이러한 행동에서 나온 수치심은 죄책감 경험 전반 중 일부를 구성한다고 본다. 여기에서, 자책(self-blame)과 자기 경멸(self-contempt)은 자기 자신(의 일부를) 향하여 정확히 똑같은 역동의 적용으로, 자기에 대한 책망과 자기에 대한 경멸을 의미하며, 그것이 대인관계적으로 적용될 때에 타인이 상징하는 것으로 본다.
카우프만은 책망이나 경멸 등의 기제(mechanism)는 수치심 경험에 대한 방어 전략으로 사용될 수 있으며, 이러한 기제를 자기에게 적용하는 패턴을 가진 이들은 자기 책망이나 자기 경멸을 사용하여 수치심 경험으로부터 자기를 지키려 할지도 모른다고 말하였다. 그러나 이는 카우프만이 "수치심 나선(shame spiral)"이라고 하는 수치심 사건들에 대한 내재화되고 자기 강화적인(self-reinforcing) 연쇄를 낳을 수 있다. 또한 수치심은 죄책감을 느낄 때, 특히 연민을 자극하여 처벌을 피하려는 것이 희망 사항일 때 사용할 수 있는 전략일 수 있다.

### 당혹감과의 비교
수치심과 당혹감(embarrassment) 간의 차이점 중의 하나는, 수치심은 공적인 굴욕을 수반하지는 않지만 당혹감은 그렇다는 것이다. 즉 자신만이 아는 행동에 대하여 수치심을 느끼지만, 타인에게 드러난 행동에 대해서는 당혹감을 느끼는 것이다. 그러나 윤리 분야 특히 도덕 심리학 분야에서는 과연 수치심이 타율적 감정(heteronomous emotion)인지, 즉 수치를 느끼는 사람 입장에서 자신이 타인에게 부정적으로 판단되었다는 인식이 수치심에 수반되는지에 관한 논쟁이 이뤄져 왔다.
또다른 수치심과 당혹감의 구획 기준선에 대한 관점은 차이점이 강도차라는 것이다. 이 관점에서, 당혹감은 단순히 덜 강렬한 수치심 경험이라는 것이다. 그것은 적응적이며 기능적이다. 극단적이고 유독한 수치심은 보다 강렬한 경험이며 기능적이지 못하다. 사실 이 관점에 의히면, 유독한 수치심은 몸을 쇠하게 할 수 있다. 그래서 구획선은 기능적 수치심(functional shame)과 기능부전적 수치(dysfunctional shame) 사이에 있다. 이는 수치심이 유기체에게 기능이거나 이익을 갖는다는 생각을 포함하는 것이다.
임마누엘 칸트(Immanuel Kant)와 추종자들은 수치심은 타율적 즉 타인에게서 오는 것이라고 보았다. 버나드 윌리엄스(Bernard Williams) 등은 수치심은 자육적 즉 자기에게서 오는 것이라고 보았다. 수치심은 도덕적으로 틀린 것에 대한 반응이지만, 당혹감은 도덕적으로 중립이지만 사회적으로 수용 불가한 것에 대한 반응의 의미를 담을 수 있다. 수치심과 죄책감의 또 다른 관점은 수치심은 자기에 대한 주목이지만, 죄책감은 행동에 대한 주목이라는 것이다. 간단하게 말하면, 죄책감을 느끼는 사람은 "나는 나쁜 일을 했어(I did something bad.)."라고 말하지만, 수치심을 느끼는 사람은 "나는 나빠(I am bad.)."라고 말하는 것이다.
당혹감은 보통 덜 심각하거나 강렬한 형태의 수치심으로 여겨진다. 그것은 강도, 개인의 신체 반응, 현재 사회적 청중의 규모 등 여러 면에 따라 다양하다. 그러나 당혹감은 자기 전체가 아니라 청중에게 드러난 자기만 주목한다는 점에서 당혹감은 수치심과는 다르다. 당혹감은 타인의 눈에서는 자존감 상실로 이어지는 사회적으로 어색한 상황에서 유래한 흥분감과 가벼운 굴욕으로 경험된다. 당혹감은 자기가 청중 앞에서 결례나 어색한 행동을 저질렀거나 저지를 것이라고 예상하기 때문에 자기가 부정적으로 평가받거나 받을 예정일 때 그 결과로 나오는 흥분감과 굴욕감의 급발이 특성이다. 그래서 수치심이 자기 전체에 주목하기 때문에 당혹스런 사람은 자기의 실수를 사과하며, 무언가를 수정하기 시작하며, 이런 수정은 드러난 자기에게 가해진 교정성 상해를 반영한다.
수치심과 당혹감의 차이에 관한 관점은 수치심은 반드시 공적 모욕을 반영하지 않지만 당혹감은 그렇다는
것이다. 즉 한 사람은 자기만 아는 행동에 대하여 수치심을 느낄 수 있지만 자기 행동이 타인에게 드러날 때만 그것으로 당혹감을 느낀다는 것이다. 따라서 수치심은 사적으로만 경험되지만 당혹감은 사적으로 경험되는 것은 아니다. 그러나 윤리 분야 특히 도덕 심리학 분야에서는 과연 수치심이 타율적 감정(heteronomous emotion)인지, 즉 수치를 느끼는 사람 입장에서 자신이 타인에게 부정적으로 판단되었다는 인식이 수치심에 수반되는지에 관한 논쟁이 이뤄져 왔다. 이는 동작주가 자신을 부정적으로 판단하지 않지만 타인의 부정적 판단으로 인하여 자신은 부정적 판단을 받을 수 있고 이런 기반에서 수치심을 느낀다고 의심하는, 성숙한 타율적 수치심인 것이다. 따라서 수치심은 도덕적으로 틀린 것에 대한 반응이지만, 당혹감은 도덕적으로 중립이지만 사회적으로 수용 불가한 것에 대한 반응의 의미를 담을 수 있다.

## 수치심의 하위유형

### 로버트 카렌의 수치심 유형
심리학자 로버트 카렌(Robert Karen)은 존재적 수치심(existential shame), 상황적 수치심(situational shame), 계급성 수치심(class shame), 자기애성 수치심(narcissistic shame)의 네 가지 수치심 범주를 설정하였다. 존재적 수치심은 우리가 자신이나 자신의 상황에 관한 객관적이고 불쾌한 사실을 알았을 때 발생한다. 상황적 수치심은 윤리 원칙, 대인관계 바운더리, 문화 규준을 어겼을 때 느끼는 수치심이다. 계급성 수치심은 사회적인 힘, 피부색, 사회 계급, 인종 배경, 성별에 관한 것으로, 엄격한 카스트 계층이나 완전히 서로 분리된 계급을 가진 사회에서 발생한다. 자기애성 수치심은 우리의 자아상과 프라이드가 상처입었을 때 발생하며, 집단 구성원 중 하나가 아니라 한 개인으로서 우리가 스스로를 어떻게 느끼고 생각하는지에 영향을 준다.

### 조셉 버고의 수치심 패러다임
수치심을 느끼는 이유는 매우 다양하다. 조셉 버고(Joseph Burgo)에 의하면, 4가지 수치심 단계가 있다. 그는 이를 수치심 패러다임 양상 단계(aspects of shame paradigms)라 부른다.
- 짝사랑(Unrequited love) : "더 완벽한 사랑을 동경하게 하는 보답 없는 사랑(Unreciprocated love that causes yearning for more complete love.)"[29]
- 원치 않은 노출(Unwanted exposure) : "우리가 지키고 싶은 사적인 부분이 원치 않게 드러나거나 공적인 배경에서 실수할 때(Something personal that we would like to keep private is unexpectedly revealed, or when we make a mistake in [a] public [setting].)"[30]
- 실망한 기대(Disappointed expectation) : "기대한 것이 실패한 후에 뒤따르거나 드러나기 바라는 불만(The feeling of dissatisfaction that follows the failure of expectations or hopes to manifest.)"[31]
- 배제(Exclusion) : 우리가 속하고자 하는 타인이나 집단과의 연결이나 관계에서 벗어남(Being left out of connection or involvement with others or groups that we would like to belong to.)[32]

그가 검토한 첫 하위유형은 짝사랑이다. 이는 당신이 누군가를 사랑하지만 상대는 그에 보답해 주지 않거나, 좋아하는 사람에게 거절 당하는 상황을 말한다. 이는 굴욕적이고 수치심을 줄 수 있다. 짝사랑은 다른 방식으로도 나타날 수 있다. 예를
들어, 엄마가 새로 태어난 아기를 다루는 방식이다. 이른바 "고요한 얼굴 실험(The Still Face Experiment)"은 엄마가 아기에게 사랑을 보여주고 일정 기간 아기와 이야기한다. 이후 엄마는 몇 분간 아기에게 이야기를 해주지 않는다. 이로 인해 아기는 엄마의 관심을 끌기 위하여 여러 표정을 만든다. 엄마가 아기에게 관심을 주기를 중단하면, 아기는 수치심을 느낀다. 짝사랑에 대한 연구에 따르면, 사람들은 매력(attractiveness)이 비슷한 사람과 데이트하는 경향이 있는데, 이는 덜 매력적인 인물들로 하여금 짝사랑을 하게 만드는 최초의 실망을 느끼게 한다. 두 번째 수치심 유형은 원치 않은 노출이다. 이는 당신이 학급 전체 앞에서 잘못된 일을 하도록 요청되거나, 남이 보지 않기를 바라는 일을 하는 것을 누군가 보았을 때 발생한다. 수치심이라는 단어를 들었을 때 흔히 떠올리는 말이다. 세 번째 수치심 유형은 실망스러운 기대이다. 수업을 듣지 않은 것, 우정에 금이 간 것, 될 것이라 생각한 큰 승진을 이루지 못한 것에 해당한다. 네 번째 수치심 유형은 버려지는 것이기도 한 배제이다. 많은 사람들은 학교, 직장, 우정, 인간관계 등 모든 사회에서 맞추거나 속하고자 무엇이든 할 것이다.

### 기타 하위유형
- 중독 수치(Addiction shaming)
- 노화 수치(Age shaming)
- 바닥 수치(Bottom shaming)
- 진정 수치(Genuine shame) : 순정의 불명예, 치욕, 경멸.[34]
- 오류 수치(False shame) : 이중 유대 형태의 오류 수치로서 잘못된 경멸, "우리가 그에게 한 일을 그가 그 자신에게 일으킴(he brought what we did to him upon himself)". 작가이자 TV 인사 존 브래드쇼(John Bradshaw)는 수치심을 "우리가 한계가 있다는 것을 우리에게 알려주는 정서(emotion that lets us know we are finite)"라고 부른다.[35]
- 비만 수치(Fat shaming)
- 여성 수치(Femme shaming)
- 음식 수치(Food shaming)
- 비밀 수치(Secret shame) : 수치당할 것을 수치스러워 하여, 수치를 당한 사람들이 자신의 수치심을 비밀로 하는 발상.[36] 정신의학자 제임스 길리건(James Gilligan)은 교도소 정신과의사로 일할 때 폭력은 주료 비밀 수치에 의해 발생하는 걸 발견했다. 길리건은 "매우 강렬하고 고통스러워 그 사람을 압도하고 자기의 죽음을 가져오며, 그의 정신과 영혼과 성스러운 명예를 잃게 하도록 위협적이다(...so intense and so painful that it threatens to overwhelm him and bring about the death of the self, cause him to lose his mind, his soul, or his sacred honor)"라고 하였다.[37]
- 내재화 수치(Internalized shame) : 수치의 내재화(internalization of shame)라는 말은 게르셴 카우프만(Gershen Kaufman)이 처음 만들었다.[38] 단기간 급작스러운 수치의 경험과 반대로, 내재화된 수치심은 지속적이고 불가역적인 느낌을 주며 단어, 목소리, 이미지가 이에 수반하는 부적절함(inadequacy)이라는 뿌리 깊은 믿음을 반영한다. 내재화된 수치는 이전의 트라우마와 함께 발생하거나 아동기에 발생한 만성적 혹은 빈도가 덜한 심각한 수치 경험에서 기원한다. 그것은 아동의 정서와 정체성을 장악할 수 있으며, 성인기까지 이어지거나 시간이 지나면서 점점 커질 수 있다.[39] 한번 내면화되면, 수치를 유발한 원래 사건과 믿음은 소환되거나 의식될 필요가 없다. 이후의 수치 경험은 강화되고 이후에 지속된다. 관련 감정과 사고를 촉빌할 외부 사건이나 타인을 필요로 하지 않으며, 우울과 가망없음 혹은 절망의 느낌을 야기할 수 있다. 또한 수치를 경험할 것을 불안해 하는 "수치 불안(shame anxiety)"을 야기할 수 있다.[40]
- 정체성 수치(Identity Shaming)
- 곱슬머리 수치(Kink shaming)
- 온라인 수치(Online shaming)
- 소셜미디어 수치(Social media shaming)
- 슬럿 셰이밍(Slut-shaming)
- 기술 수치(Tech shame): 피고용인 특히 젊은 노동자들이 직장에서 기술 활용에 어려움을 느낄 때 느끼는 수치.[41]
- 독성 수치(Toxic shame) : 잘못된 병적 수치(pathological shame). 1960년대 실반 톰킨스(Silvan Tomkins)가 고안하였다.[42] 존 브래드쇼는 모든 아동 학대(child abuse)로 인하여 아동 내면에서 독성 수치가 유도된다고 말한다. 근친상간이나 기타 아동 성학대는 특히 심각한 독성 수치를 유발할 수 있다. 독성 수치는 독성 수치가 일어날 때 그것을 대처할 수 없고 그것을 대처할 수 있을 때까지 수치를 해리(dissociation)하는 아이에게 '복합(complex)' 트라우마라는 것을 유발할 수 있다.[43]
- 대리 수치(Vicarious shame) : 타인을 대신하여 경험하는 수치를 말한다. 대리 수치를 경험하는 경향은 개인마다 다양하며, 신경증과 개인적 수치 경험에 관련이 있다. 극단적으로 수치를 잘 느끼는 사람들은 심지어 더 높은 수준의 대리 수치를 경험한다. 즉 제삼자를 대신하여(혹은 그 사람 자체를 대신하여) 수치를 느끼고 있는 사람을 대신하여 수치를 느낀다는 것이다.[44]
- 피해자 수치(Victim shaming)

## 수치심과 정신 건강

### 자기애
성인의 자기애(나르시시즘)(narcissism)은 수치심의 방어기제와 관련 있으며, 자기애성 성격장애(narcissistic personality disorder) 역시 수치심과 연관되어 있다는 주장이 제기되어 왔다. 정신의학자 글렌 가바드(Glen Gabbard)에 의하면, 자기애성 성격장애는 과대성(grandiose)의, 오만한(arrogant), 뻔뻔한(thick-skinned) "망각성(oblivious)" 하위유형(subtype), 그리고 쉽게 상처받고(easily hurt), 과민하며(oversensitive), 수치를 잘 느끼는(ashamed) "과각성(hypervigilant)" 하위유형 두 가지로 나뉜다고 한다. 망각성 하위유형은 칭찬, 선망, 존중을 위해 수치심 속에 숨은 나약한 내재화된 자기(weak internalized self)의 정반대인 과대성 자기(grandiose self)를 표출한다. 반면, 과각성 하위유형은 타인을 부당한 가해자로 매도하여 자신에 대한 평가 절하를 중화한다.

### 우울
2011년 한 메타분석 평가에서, 죄책감과 우울의 관련성보다 수치심과 우울의 관련성이 더 강하다는 것을 밝혔다. 타인을 통하여 보여지는 외적 수치심(external shame) 혹은 부정적인 자기관은 내적 수치심(internal shame)보다 우울 관련 효과 크기(effect size)가 더 크다.

## 사회적 측면

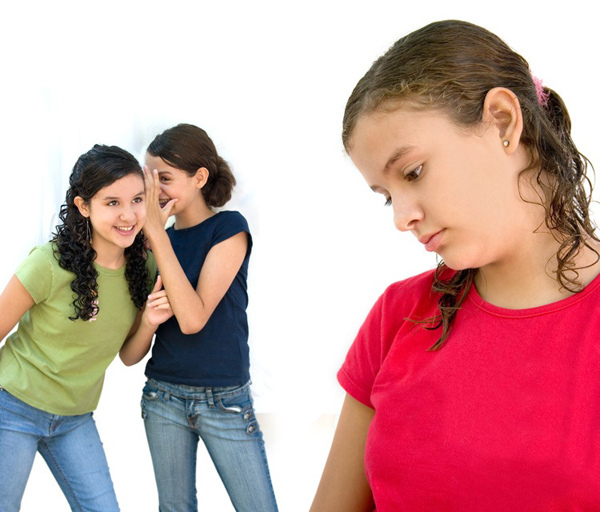
다른 두 소녀가 등 뒤에서 자신을 비웃어서 수치를 느끼는 소녀

인류학자 루스 베네딕트(Ruth Benedict)에 의하면, 개인의 사회적 활동을 조절하기 위하여 수치(수치 사회shame society)나 죄책감을 사용하는 것을 어디에 강조점을 두는지에 따라 문화권들을 구분할 수 있다고 말하였다.
수치심은 관계 공격성(relational aggression)에 전념하는 사람이 사용하거나, 열린 사회적 통제나 공격성 형태로서 직장에서 발생할 수도 있다. 수치심 주기(shaming)는 처벌, 회피, 배척으로서 일부 사회에서 사용할 수 있다. 이런 의미에서
"수치 주기의 진짜 목적은 범인을 처벌하는 것이 아니라 그것을 저지르지 않을 사람을 창출하는 것이다(the real purpose of shaming is not to punish crimes but to create the kind of people who don't commit them)".

### 낙인
1963년, 어빙 고프먼(Erving Goffman)은 Stigma: Notes on the Management of Spoiled Identity라는 책을 출간하였다. 고프먼에게 있어 어느 한 사람이 완전한 사회적 수용으로부터 배척되는 상황은 상당한 불신인 것이다. 이러한 부정적인 평가는 "느껴지거나(felt)" 혹은 "실현되는(enacted)" 것이다. 따라서, 사회가 누군가를 더럽다거나 바람직하지 않다거나 장애가 있다는 식으로 라벨을 붙일 때 낙인(stigma)이 발생하는 것이다. 낙인이 느껴질 때, 그것은 어떤 조건이 있고 차별당할 것이라는 공포가 있다는 것과 관련한 수치심을 의미하지만, 낙인이 실현될 때, 그것은 이런 종류의 실질적 차별을 의미하는 것이다. 낙인 연구에 관한 수치는 청소년이 STD나 HIV 감염 예방을 위하여 콘돔을 사용하기로 결정할 때 빠지는 감각과 정신적 결과로부터 가장 많이 온다. 낙인과 수치에 관한 또다른 활용 사례는 누군가 암과 같은 병을 갖고 있고 사람들이 자신의 수치감과 아픔때문에 무언가를 질책하고자 찾는 경우이다. 제시카 세일즈(Jessica M. Sales) 등은 15-21세 청년들이 연구 참여 14일 전에 피임약을 사용하였는지를 연구하였다. 답변은 수치와 낙인의 함의를 보여주었으며, 이는 호의적인 수치를 받았다. 청년들의 향후 피임 가능성을 측정하고자, 수치, STD 병력, 인구 통계, 사회심리적 변수가 위계적 후퇴 모델에 들어갔다. 연구는 수치와 낙인에 대한 감지가 높을수록 청년들이 향후에도 피임할 가능성이 더 높았다는 것을 밝혔다. 이는 사람이 결과를 잘 알수록, 자기 자신과 낙인(고정관념, 불명예 등)에 대하여 잘 조율할 수록, 스스로를 잘 지킬 가능성이 더 높다는 것을 의미한다. 연구는 수치와 낙인을 사람들의 마음에 두는 것은 피임하지 않아 발생하는 결과로부터 스스로를 지키는 경향이 더 높을 수 있다는 것을 보여둔다.
모계 유전으로 HIV 보균자로 태어난 이들의 HIV 관련 낙인은 수치와 회피 대처의 경향을 가지고 있다. 데이비드 베넷(David S. Bennett) 등은 12–24세 대상으로 잠재적 위험 요인과 우울, 불안, PTSD 내면화 요인에 대한 자기보고 측정(self-reported measures)을 연구하였다. 연구 결과 수치 경향이 더 높고 HIV 낙인에 대하여 더 잘 아는 사람일 수록 우울과 PTSD 증상 수가 더 컸다. 이는 HIV 낙인과 수치심이 높은 이들은 개입으로 인한 도움을 찾지 않는다는 것을 의미한다. 오히려 이들은 자신이 다른 정신 건강 문제 상태에 있다는 것을 알게 하는 상황을 회피한다. HIV 낙인에 관하여 장년층과 여성은 낙인과 내면화 증상(우울, 불안, PTSD)에 더 관련성이 높았다. 또한 낙인은 수치심 경향이 더 크다는 것과 관련 있었다.
채플(A. Chapple) 등은 폐암 환자가 자신의 병에 대한 수치와 낙인에 대하여 연구하였다. 폐암에 딸려 오는 낙인은 흡연에 의한 것이 가장 흔하다. 그러나 ㅍ케암 발졍 원인은 다양하며 따라서 흡연으로 인하여 폐암에 걸린 것이 아닌 사람들은 수치심을 느끼기도 한다. 이들은 스스로 하지 않은 일로 인해 자신을 질책하는 것이다. 낙인은 이들 나신의 의견에 영향을 주는 반면, 수치심은 기타 암 유발 요인(담배, 금연제)을 탓하거나 회피 대처로 자신의 병을 무시하는 것으로 밝혀졌다. 폐암 관련 낙인은 환자와 가족, 동료, 의사와의 관계에 영향을 준다. 이들은 환자가 수치심을 느끼고 자신을 피해자로 만들기에 환자에게 안정을 제공하려는 자들이다.

### 수치 캠페인
수치 캠페인(shame campaign)은 마치 나다니엘 호손(Nathaniel Hawthorne)의 소설 『주홍글씨(The Scarlet Letter)』의 헤스터 프린(Hester Prynne)처럼 공공연하게 지목되는 방식으로, 특정 개인들이 그들의 행동이나 의심받는 범죄로 인하여 지목되는 책략이다. 필리핀에서는 알프레도 림(Alfredo Lim)이 마닐라(Manila) 시장 재임동안 이러한 책략을 사용하여 유명해졌다. 1997년 7월 1일, 림은 약물 사용 중단을 위하여 "스프레이 페인트 수치 캠페인(spray paint shame campaign)"을 시작하면서 논란을 일으켰다. 림과 그의 팀은 금지 약물 판매로 고발되었지만 아직 유죄 선고를 받지 않은 이들이 사는 무허가 주택 200채에 밝은 적색 페인트를 뿌렸다. 다른 지자체장들도 이를 따라했다. 전 상원의원 르네 사기사그(Rene A. Saguisag)는 림의 정책을 비난했다. 20세기 공산주의자들은 부패 등의 문제를 다루고자 투쟁 기간(struggle session)을 활용했다.
역사적으로 형틀이나 기타 공공 처벌을 통하여 구금되는 것으로 표출하는 공공 모욕(public humiliation)은 바이럴 현상(viral phenomenon)을 통하여 소셜 미디어에서 발생할 수 있다.

## 연구
수치심을 연구하는 심리학자와 기타 연구자는 심리측정학적 검사 도구(psychometric testing instrument)를 인가하여 개인이 수치심을 느끼는지 여부 및 수치심을 느끼는 정도를 측정한다. 일부 도구는 죄책감 및 수치심 경향 척도(Guilt and Shame Proneness (GASP) Scale), 수치심 및 낙인 척도(Shame and Stigma Scale, SSS), 수치심 경험 척도(Experience of Shame Scale), 내재화 수치심 척도(Internalized Shame Scale)가 있다. 체중 및 신체 관련 수치심 및 죄책감 척도(Weight- and Body-Related Shame and Guilt scale, WEB-SG), HIV 보균자를 위한 HIV 낙인 척도(the HIV Stigma Scale), 폐암 환자를 위한 카탈도 폐암 낙인 척도(Cataldo Lung Cancer Stigma Scale, CLCSS) 등 일부 척도는 개인의 상황에 특정된 것이 있다. 기타 척도는 훨씬 일반적이다. 정서 반응 및 사고 척도(Emotional Reactions and Thoughts Scale)는 불안, 우울, 죄책감은 물론 수치심도 다룬다.

### 치료
수치심과 이러한 부정적이고 절망적인 정서를 경험하는 사람들을 치료하는 옵션을 대상으로 수행한 연구는 지금까지 거의 없다. 정신역학적(psychodynamic) 인지-행동적(cognitive-behavioral) 지침을 사용한 치료에 대한 다양한 과학적 접근은  제기되어 왔다. 불운하게도, 이러한 접근 방식의 유효성은 연구가 아직 이뤄지지도 않았고 깊이 탐구되지도 않았기 때문에 불명 상태이다. 수치심 치료 예시는 집단 기반 인지행동치료(group-based CBT), 환자 보고(patients report)가 환자들에게 연결됨(connectedness)을 느끼게 하고 수치심 관련 어려운 문제들을 극복하도록 장려하는 자비중심치료(Compassion Focused Therapy)가 있다.

#### 공감
브렌 브라운(Brene Brown)은 세균을 배양하는 페트리접시(petri-dish)에 비유하여, 수치심이 커지는 데는 비밀(secrecy), 침묵(silence), 판단(judgement) 세 가지만이 필요하다고 말하였다. 공감(empathy)이라는 맥락 (혹은 지지적 환경) 속에서는 수치심이 성장하거나 번창할 수 없다. 중요한 것은, 지지적 인물이나 공감해주는 인물을 얻었을 때, 즉 스토리나 경험을 공유한 상황에 이를 때, 다시 말해 우리는 우리의 스토리를 들어줄 "권리를 얻은" 사람 즉 신뢰할 수 있는 누군가(someone trustworthy)를 선택하는 것, 스토리의 무게를 견딜 수 있는 관계를 맺은 사람과 공유하는 것이다.

## 같이 보기
- 맥베스 부인 효과
- 묵인
- 심리 투영
- 시선공포증
- 인지부조화
- 자기연민
- 재통합적 수치심(Reintegrative Shaming)

### 감정
- 공포
- 당혹감
- 불안
- 죄책감
- 죄책감 문화, 수치심 문화, 공포 문화